# 1933 na música

## Eventos
- 23 de Janeiro - Estreia do Concerto para Piano No. 2 de Béla Bartók em Frankfurt.
- 6 de Março - Estreia no Carnegie Hall, em Nova Iorque, Ionisation, de Edgard Varèse.

## Música Popular
- Francisco Alves: Feitio de oração, com Castro Barbosa, e Não tem tradução, de Noel Rosa
- Noel Rosa: O orvalho vem caindo
- Mário Reis: Linda morena, de Lamartine Babo
- Carmen Miranda: 
  - Tempo perdido, de Ataulfo Alves
  - Chegou a hora da fogueira, de Lamartine Babo e Mário Reis
  - Moleque indigesto, de Lamartine Babo
  - Alô alô, de André Filho, e em dupla com Mário Reis
- Aurora Miranda em dupla com Francisco Alves: Cai cai balão, de Assis Valente
- Carlos Galhardo: Boas festas, de Assis Valente
- Wilson Batista: Desacato e Lenço no pescoço
- Aracy de Almeida: Rapaz folgado, de Noel Rosa, em resposta ao samba Lenço no pescoço, de Wilson Batista, que homenageava a malandragem do Rio de Janeiro.

## Música Clássica
- Dmitri Shostakovich - Concerto para Piano No. 1
- Igor Stravinsky - Perséphone
- Heitor Villa-Lobos - Bachianas Brasileiras No.  2
- Arnold Schönberg - Concerto para Quarteto de Cordas e Orquestra
- Francisco Mignone - Maracatu de Chico Rei

## Nascimentos
| Data            | Nome               | Profissão                              | Nacionalidade       | Observações | Ref |
| --------------- | ------------------ | -------------------------------------- | ------------------- | ----------- | --- |
| 17 de janeiro   | Dalida             | cantora                                | França / Itália     | m. 1987     |     |
| 18 de fevereiro | Yoko Ono           | cantora                                | Japão               |             |     |
| 12 de abril     | Montserrat Caballé | soprano                                | Espanha (Catalunha) | m. 2018     |     |
| 3 de maio       | James Brown        | cantor                                 | Estados Unidos      | m. 2006     |     |
| 1 de setembro   | Conway Twitty      | cantor                                 | Estados Unidos      | m. 1993     |     |
| 8 de novembro   | Serguei            | cantor e compositor                    | Brasil              | m. 2019     |     |
| 6 de dezembro   | Henryk Górecki     | compositor                             | Polónia             | m. 2010     |     |
| 12 de dezembro  | Manu Dibango       | saxofonista, vibrafonista e compositor | Camarões            | m. 2020     |     |

## Mortes
| Data       | Nome               | Profissão  | Nacionalidade | Observações | Ref |
| ---------- | ------------------ | ---------- | ------------- | ----------- | --- |
| 9 de Abril | Sigfrid Karg-Elert | compositor | Alemanha      | n. 1877     |     |